# Rozalia Oros
Rozalia Oros, apoi cunoscută ca Rosalia Huszti după prima căsătorie, Rosalia Huszti-Gombos (n. 28 ianuarie 1964, Satu Mare, România) este o scrimeră olimpică română. 
S-a apucat de scrimă în orașul său natal sub îndrumarea lui Ștefan Haukler. A cucerit medalia de argint atât la individual, cât și pe echipe, la Universiada de vară din 1983 de la Edmonton. A fost laureată cu argint olimpic pe echipe la Los Angeles 1984 și cu argint mondial pe echipe la Campionatul Mondial din 1987 de la Lausanne. Pentru aceste realizări a fost numită maestru emerit a sportului în 1996.
S-a stabilit în Germania în 1990 ca antrenor la FC Tauberbischofsheim. Și-a continuat cariera sportivă, câștigând medalia de bronz cu echipa Germaniei la Campionatul Mondial din 1991.